# ماهر الشوا
ماهر الشوا هو إعلامي وممثل صوت لبناني.

## فيلموغرافيا

### أفلام
- حكاية لعبة - ركس (النسخة العربية الفصحى)
- حكاية لعبة 2 - ركس (النسخة العربية الفصحى)
- حكاية لعبة 3 - ركس (النسخة العربية الفصحى)
- طائرات - نيد

### مسلسلات لايف أكشن
- ثانوية الاستخبارات